# Маріу де Андраде
Маріу де Андраде (порт. Mário de Andrade; 9 жовтня 1893, Сан-Паулу — 25 лютого 1945, Сан-Паулу) — бразильський поет, романіст, музиколог, історик мистецтва, критик і фотограф; один із засновників бразильського модернізму. Сучасна бразильська поезія починає свій відлік з публікації поеми Андраде Paulicéia Desvairada (Галюциногенне місто) в 1922 році. Вплив письменника на бразильську літературу був дуже великим. Був піонером галузі етномузикології.
Андраде був головною фігурою в авангардистському русі у бразильському мистецтві, зокрема, міста Сан-Паулу. Отримав освіту музиканта, проте найбільш відомий як письменник та поет. Брав участь практично у всіх галузях, що асоціюються з модернізмом Сан-Паулу. Завдяки йому був заснований Тиждень сучасного мистецтва в 1922 році — подія (захід), на якій виставлялися твори як літератури, так і образотворчого мистецтва Бразилії. Працював викладачем музики (вчитель бразильського композитора Камарго Гварніері) і газетним колумністом, коли опублікував свій найвідоміший твір Macunaíma в 1928 році.
У 1979 році отримав популярну в Латинській Америці бразильську літературну премію Жабуті.